# Shakai Taishūtō

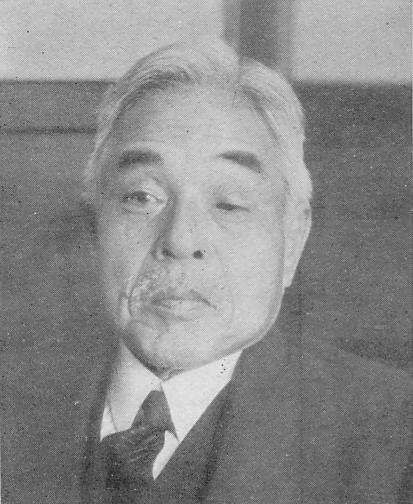
Abe Isoo, le fondateur du Shakai Taishutō.

Le Shakai Taishūtō (社会大衆党, « Parti socialiste des masses » ou « Parti des masses sociales ») est un parti politique modéré de gauche actif au Japon au début de l'ère Shōwa (1926-1989).
Le Shakai Taishūtō est fondé par Abe Isoo en juillet 1932 par la fusion du Shakai Minshūtō et du Zenkoku Rōnō Taishūtō (« Parti national fermier-travailliste des masses »). En cette époque de montée de l'extrémisme en politique, le nouveau parti tenta d'adopter une approche directe, ce qui provoqua inévitablement une politique confuse.
D'une part, le Shakai Taishūtō prônait une réforme agraire et appelait à l'amélioration des conditions de vie des agriculteurs en coupant dans le budget militaire, et d'autre part, il conservait des liens avec la faction du contrôle au sein de l'armée impériale japonaise, et soutenait l'agression japonaise en Mandchourie. Le Shakai Taishūtō préconisait l'augmentation de la coopération internationale et s'opposait au retrait du Japon de la société des Nations, mais soutenait en même temps l'invasion de la Chine en 1937.
Seul parti de gauche autorisé dans les années 1930, il émerge en tant que troisième plus grand parti à la chambre basse de la Diète du Japon, avec 36 sièges après les élections législatives japonaises de 1937. Le parti avait le soutien d'un électorat éclectique, comme les commerçants de la moyenne classe proches des zaibatsu, les salariés, et un peu les bureaucrates. Néanmoins, la base du Shakai Taishūtō se divisa en interne entre ceux qui voulaient la démocratie sociale et ceux qui voulaient le socialisme national. Une opposition qui atteint son point culminant après le vote pour expulser Saitō Takao de la Diète à la suite de ses critiques de la conduite de l'armée impériale japonaise et de ses actions sur le continent asiatique. Les membres du parti qui s'abstinrent de voter furent expulsés pour « sentiments anti-patriotiques », forçant le président Abe Isoo à démissionner également. Les restes du parti devinrent de plus en plus nationalistes et militaristes, et furent absorbés au sein de l'association de soutien à l'autorité impériale en 1940.